# Microrégion d'Itaguara
 (février 2025).
Si vous disposez d'ouvrages ou d'articles de référence ou si vous connaissez des sites web de qualité traitant du thème abordé ici, merci de compléter l'article en donnant les références utiles à sa vérifiabilité et en les liant à la section « Notes et références ».
La microrégion d'Itaguara est l'une des huit microrégions qui subdivisent la mésorégion métropolitaine de Belo Horizonte, dans l'État du Minas Gerais au Brésil.
Elle comporte 9 municipalités qui regroupaient 59 364 habitants en 2006 pour une superficie totale de 2 421 km2.

## Municipalités[1]
- Belo Vale
- Bonfim
- Crucilândia
- Itaguara
- Itatiaiuçu
- Jeceaba
- Moeda
- Piedade dos Gerais
- Rio Manso